# Elsie Uwamahoro
Elsie Uwamahoro, född 23 oktober 1988, är en burundisk simmare. 
Uwamahoro tävlade för Burundi vid olympiska sommarspelen 2008 i Beijing, där hon blev utslagen i försöksheatet på 50 meter frisim. Vid olympiska sommarspelen 2012 i London blev Uwamahoro utslagen i försöksheatet på samma distans. Vid olympiska sommarspelen 2016 i Rio de Janeiro blev hon för tredje gången utslagen i försöksheatet på 50 meter frisim.